# Drangiane

La Drangiane était une satrapie des marches sud-orientales de l'Empire perse.

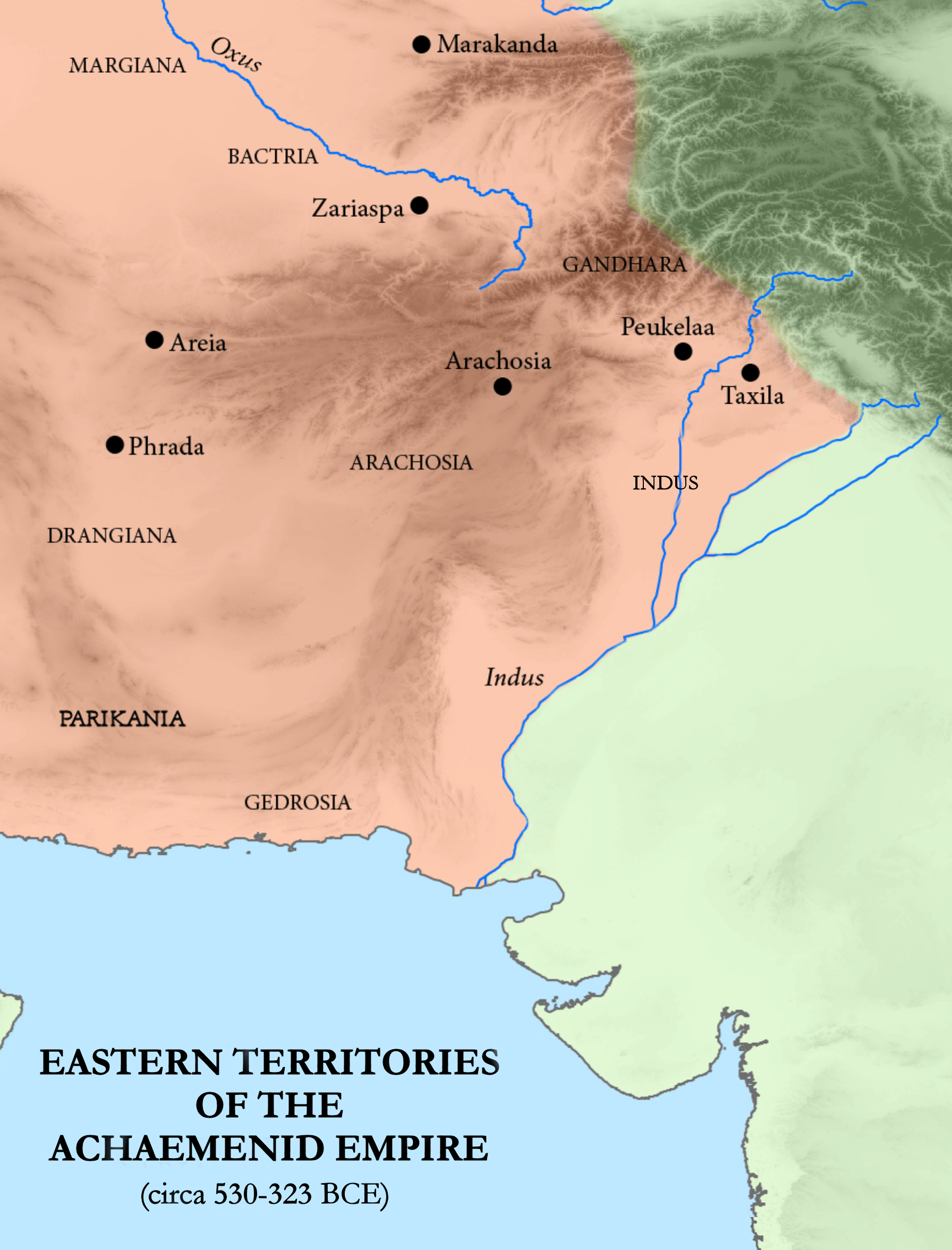
Provinces orientales de l'Empire achéménide.

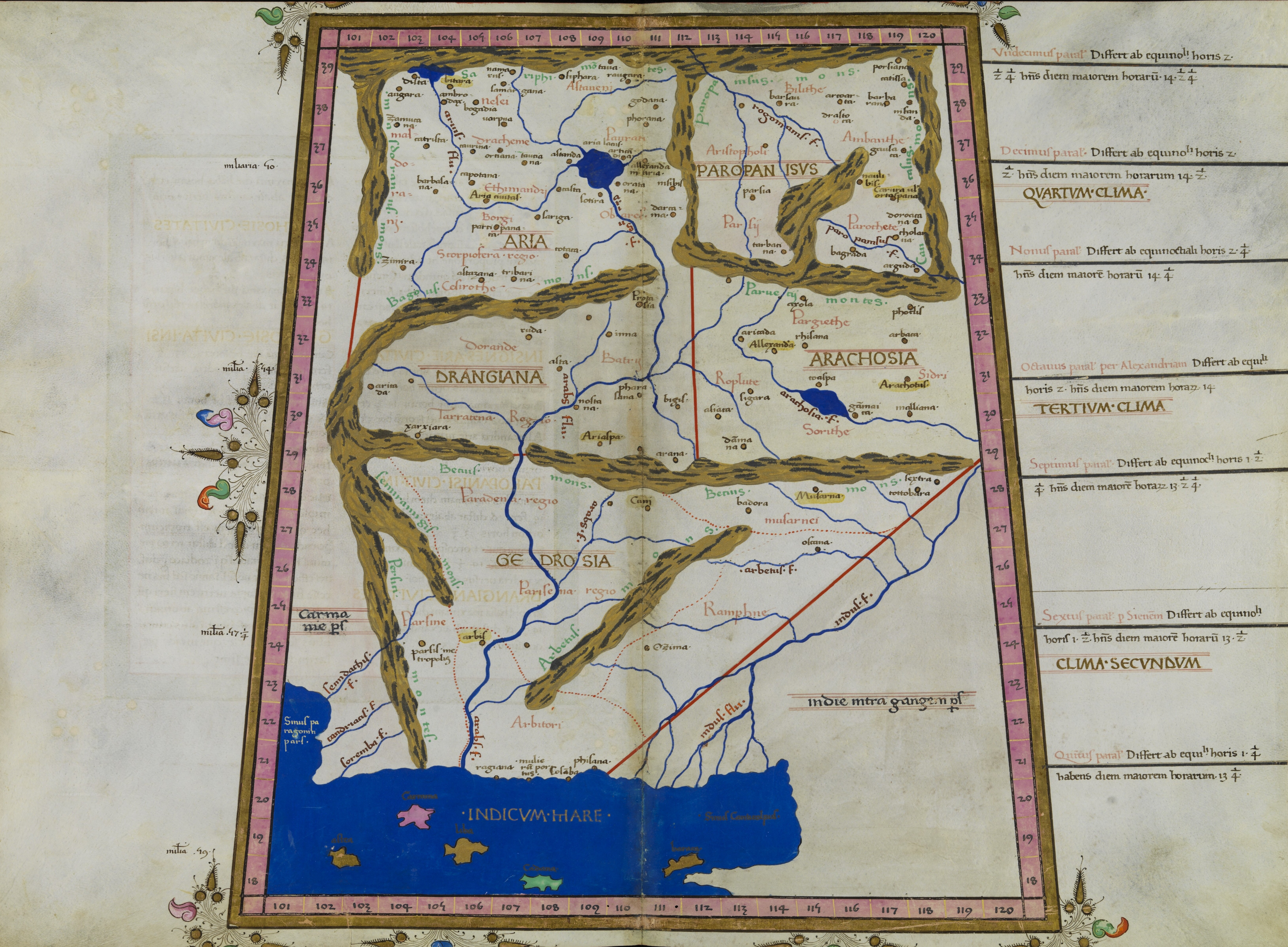
Nicolaus Germanus, reconstitution de la Carte de Ptolémée, vers 1470

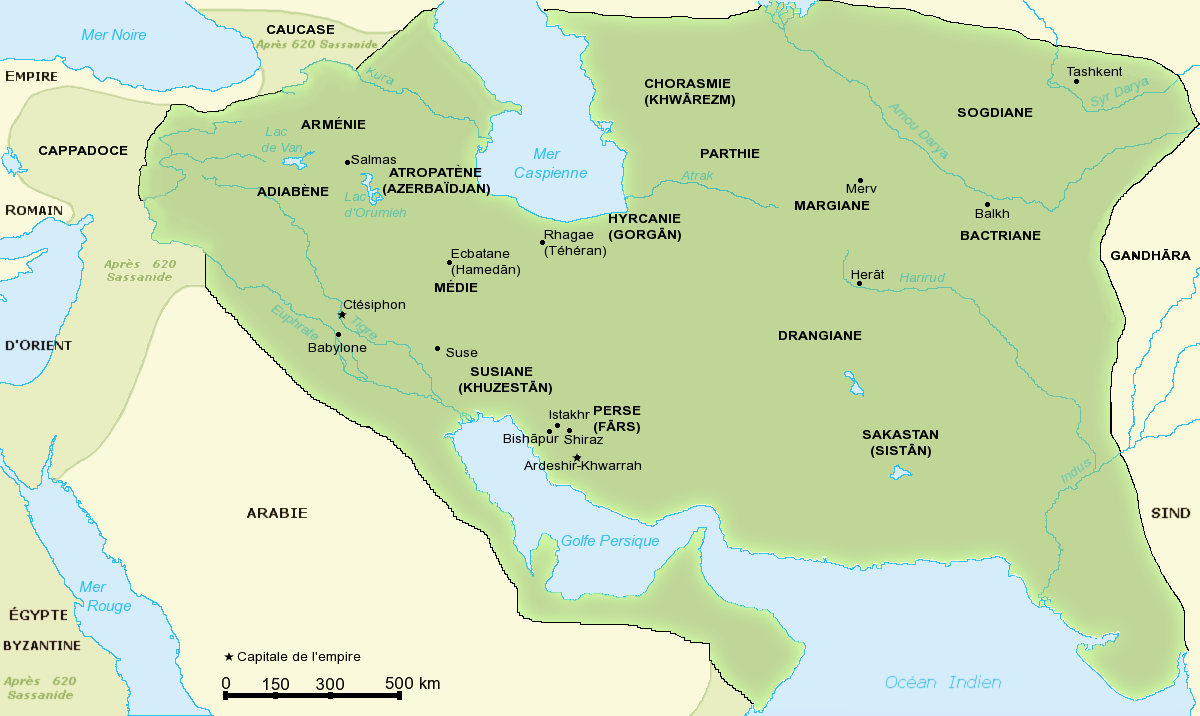
Empire des Sassanides (224-651) à son apogée.

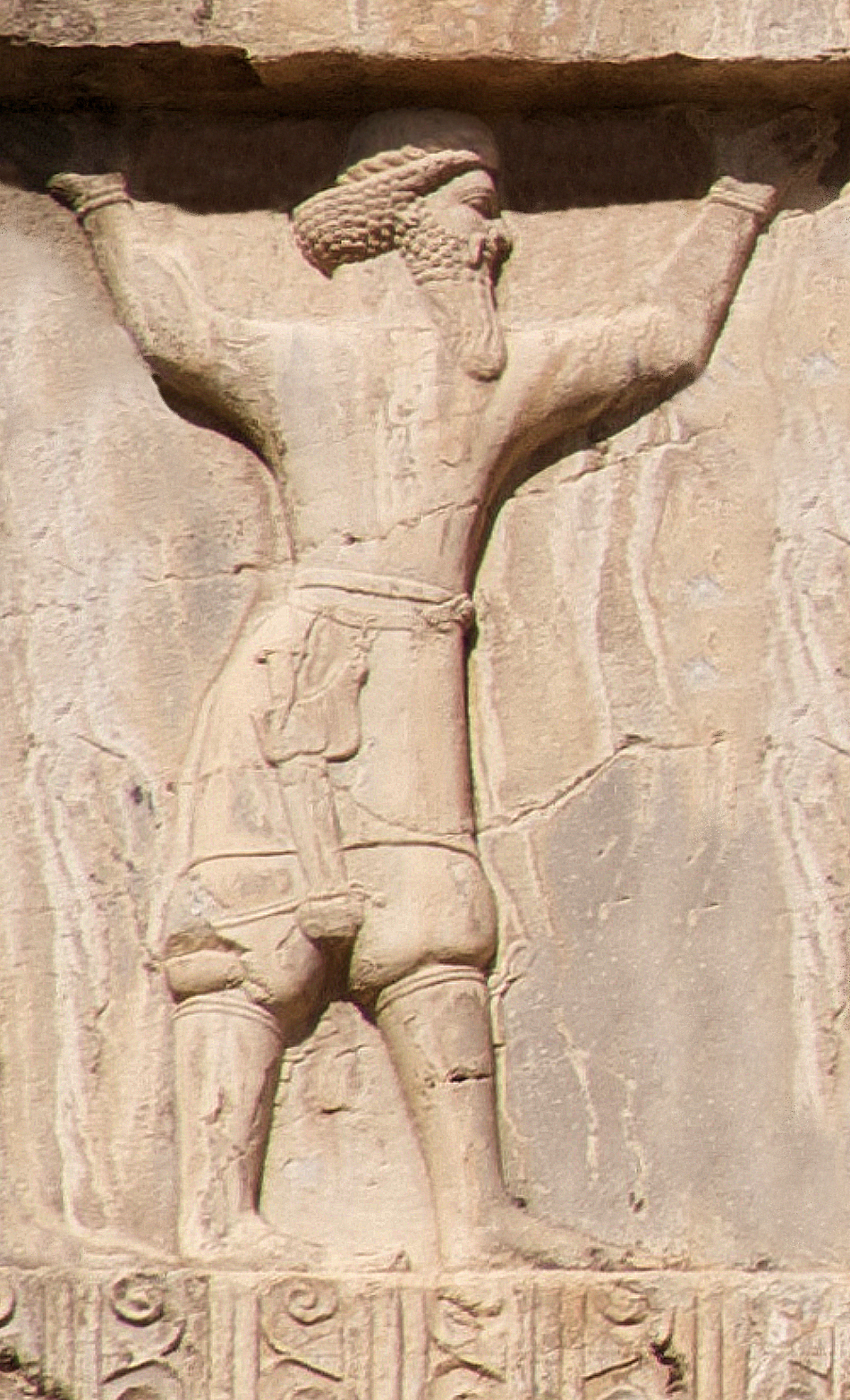
Soldat de Drangiane (tombe de Xerxès, -470).

La Drangiane ou Tzarangiane (grec moderne : Δραγγιανή, de l’avestique Zranka (« marais ») et du pachto dzarandja (« moulin »), était une province et une satrapie de l’Empire achéménide. Elle recouvrait la région du Lac Hamun, les marais du bassin endorhéique du Sistan, aux confins de l’Iran, de l'Afghanistan et du Pakistan, et son principal bassin versant, la vallée de Helmand, dans le sud-ouest de l'actuel Afghanistan et le « méplat » (Nok Kondi) de l’ouest du Pakistan. Elle correspond à l'actuelle région du Sistān au sud-ouest de l'Afghanistan. Sa capitale était Prophtasie (en). C'est dans cette ville, lors de la conquête de cette province en -330 par Alexandre le Grand, que Philotas fut exécuté.

## Toponymie
C'est une région de déserts salés où viennent se perdre les fleuves descendus de l’Elbourz, mais qui est prospère grâce à des réseaux d'irrigation efficaces. D’après le paléolinguiste Rüdiger Schmitt, « Le nom du pays et de ses habitants est attesté pour la première fois en vieux perse sous la forme z-r-k (i.e., Zranka) dans les grandes archives Bīsotūn (q.v. iii) de Darius Ier (q.v.; col. I l. 16), apparemment le nom original. On retrouve cette forme dans l’élamite (Sir-ra-an-qa et ses variantes), le babylonien (Za-ra-an-ga), et l’Égyptien (srng ou srnḳ) versions des archives royales Achéménides, de même qu'en grec dzarángaï, dzarangaîoï, dzarangianḗ (Arrien; Isidore de Charax), et Sarángai (chez Hérodote) ainsi qu'en latin : Zarangæ (Pline l'Ancien). À ce toponyme ancien, caractérisé par un « dz » initial, inusité en vieux-Perse (et qui est peut-être une évolution de la palatale indo-européen communne *γ ou *γh), s'est substitué dans certains textes grecs (principalement les récits de la geste d’Alexandre le Grand) une variante plus conforme au vieux-perse (cf. Belardi,p. 183) : *Dranka (ou peut-être *Dranga?),  avec un [d-] à l'initiale, que l’on retrouve dans le grec Drángai, Drangḗ, Drangēnḗ, Drangi(a)nḗ (Ctésias de Cnide ; Polybe; Strabon; Diodore de Sicile ; Ptolémée; Arrien ; Étienne de Byzance) et dans le latin Drangæ, Drangiana, Drangiani (chez Quinte-Curce, Pline l'Ancien, Ammien Marcellin et Justin) ou Drancæus (Valerius Flaccus, Argonautica 6.106, 6.507). »

## Histoire
Dans l'Antiquité, les tribus iraniennes hellénisées habitant ce pays étaient appelées Sarangiens ou Drangiens (en latin  Drangiani). Les Drangiens furent soumis par les Mèdes, puis par Cyrus le Grand. Selon Hérodote, plusieurs peuples relevaient sous Darius Ier de la satrapie de Drangiane : les Outiens, les Myciens, Thamanéens, et les peuples insulaires du Golfe Persique. Vers 330 av. J.-Chr., la région fut conquise par Alexandre le Grand. L'invasion de Tamerlan à la fin du XIVe siècle détruisit les systèmes d'irrigation et entraîna un appauvrissement général de la région.